# لیروی گرامن
لیروی گرومن، (به انگلیسی: Leroy Grumman) (زاده ۴ ژانویه ۱۸۹۵ - درگذشته ۴ اکتبر ۱۹۸۲) کارآفرین، مهندس هوافضا و خلبان آمریکایی بود، که در سال ۱۹۲۹ شرکت گرومن را تأسیس نمود. این شرکت در سال ۱۹۹۴ با شرکت نورتروپ ادغام شد، که در پی آن نورتروپ گرومن تشکیل گردید.